# Flusskraftwerk Beim Preußischen
Das Flusskraftwerk Beim Preußischen ist ein Laufwasserkraftwerk in der Stadt Rottenburg am Neckar und nutzt das Wasser des gleichnamigen Flusses. Namensgebend ist die Gaststätte Zum Preußischen, die direkt neben dem Kraftwerk liegt.

## Geschichte und Technik
Die Inbetriebnahme durch die Stadtwerke Rottenburg am Neckar erfolgte im April 1991, nachdem in den 1970er Jahren alte Wehranlagen am gleichen Ort abgerissen wurden. Die Baukosten betrugen etwa 17,5 Millionen Deutsche Mark (entspricht inflationsbereinigt etwa heutigen 17,2 Millionen Euro). Die beiden Kaplan-Rohr-Turbinen erzeugen mit einem Durchfluss von jeweils 13 m³/s und einer Fallhöhe von 5,30 m jeweils eine elektrische Leistung von 494 kW. Dabei nutzt das Kraftwerk nur einen kleinen Teil der Wassermenge des Neckars. Das Stauwehr ist für ein Bemessungshochwasser von 640 m³/s ausgelegt und verfügt über zwei Felder mit einer Gesamtbreite von ca. 42 m. Unter dem Maschinenhaus und dem Wehr befindet sich ein etwa 50 m langer Wartungstunnel. Zur Sicherung der Durchgängigkeit für Fische und andere Wasserlebewesen wurde aus Natursteinen eine Fischtreppe und ein Aalschlupf erbaut. Die Wehranlage bildet gleichzeitig die Pfeiler für eine Brücke der Bahnstrecke Plochingen–Immendingen.